# Peter Gould
Peter Gould (New York, 11 agosto 1948) è uno sceneggiatore, regista e produttore televisivo statunitense.
È noto soprattutto per aver lavorato alle serie televisive Breaking Bad e Better Call Saul, quest'ultima da lui co-ideata insieme a Vince Gilligan.

## Biografia
Nato a New York, si è laureato in lingua inglese presso il Sarah Lawrence College nel 1982. Nel 1990 ha conseguito un master in belle arti presso l'University of Southern California.

### Carriera
Nel 2008 Gould ha preso parte al team di sceneggiatori della prima stagione della serie televisiva Breaking Bad, in qualità di story editor e ha sceneggiato l'ultimo episodio della stagione, Vendetta. In seguito è stato promosso a executive story editor per la seconda stagione della serie, della quale ha sceneggiato gli episodi Punto da un'ape morta e Conviene chiamare Saul. Successivamente Gould è stato promosso a produttore per la terza stagione, della quale ha sceneggiato gli episodi Cavallo senza nome e ha co-sceneggiato gli episodi Atmosfere e Mezze misure, rispettivamente coi colleghi George Mastras e Sam Catlin. Per la quarta stagione è stato supervisore alla produzione, ha scritto e diretto l'episodio Un cane difficile e co-sceneggiato l'episodio Alla salute, insieme a Gennifer Hutchinson, mentre per la quinta stagione è stato co-produttore esecutivo, ha scritto e diretto l'episodio Tutto torna e sceneggiato gli episodi Indennità di rischio e Denaro insanguinato.
In seguito Gould ha collaborato nuovamente con Vince Gilligan, creatore di Breaking Bad, co-ideando e co-sceneggiando una serie spin-off intitolata Better Call Saul. La serie ha debuttato nel 2015 e ha registrato i migliori indici di ascolto per il debutto di una serie televisiva via cavo. Nel 2016 il primo episodio della serie, intitolato Uno, da lui co-sceneggiato insieme a Gilligan, ha vinto un WGA come miglior episodio drammatico. Oltre a quest'ultimo, Gould ha sceneggiato l'episodio Mijo e scritto e diretto il finale della prima stagione intitolato Marco e l'episodio Inchiodato della seconda stagione.
Oltre a Breaking Bad e Better Call Saul, Gould ha lavorato anche per alcuni lungometraggi: nel 1994 ha co-sceneggiato il film Double Dragon tratto dall'omonimo videogioco, nel 2000 ha scritto e diretto il film Meeting Daddy e nel 2011 ha sceneggiato il film per la televisione Too Big to Fail - Il crollo dei giganti, trasmesso da HBO.

## Filmografia

### Sceneggiatore
- Double Dragon, regia di James Yukich (1994)
- Meeting Daddy, regia di Peter Gould (2000)
- Too Big to Fail - Il crollo dei giganti (Too Big to Fail), regia di Curtis Hanson - film TV (2011)
- Breaking Bad - serie TV, 11 episodi (2008-2013)
- Better Call Saul - serie TV, 11 episodi (2015-2022)

### Regista
- Meeting Daddy (2000)
- Breaking Bad - serie TV, episodi 4x07-5x15 (2011-2013)
- Better Call Saul - serie TV, 5 episodi (2015-2022)

## Riconoscimenti
- 2011 – Premi Emmy
  - Candidatura alla miglior sceneggiatura per un film, miniserie o speciale drammatico, per Too Big to Fail - Il crollo dei giganti

- 2012 – WGA Award
  - Miglior adattamento per un lungometraggio, per Too Big to Fail – Il crollo dei giganti

- 2014 – WGA Award
  - Candidatura al miglior episodio drammatico, per l'episodio Tutto torna di Breaking Bad - Reazioni collaterali